# Correspondència
|  | Aquest article tracta sobre el concepte matemàtic. Si cerqueu allò relatiu a l'enviament de documents, vegeu «correu». |

Siguin A i B dos conjunts. Es diu que G és una correspondència de A a B (o relació entre A i B) si G ⊆ A×B. Per tant, una correspondència és un subconjunt del producte cartesià de dos conjunts.
Es denomina correspondència inversa de G al conjunt:
G-1 = {(y,x) ∈ B×A: (x,y) ∈ G}.
Per exemple:

Siguin A = {a, b} i B = {1, 2, 3}

A×B = {(a,1), (a,2), (a,3), (b,1), (b,2), (b,3)}.

F = {(a,1), (a,3), (b,3)} és una correspondència de A a B.

F-1 = {(1,a), (3,a), (3,b)}.

## Domini i codomini
Es denomina domini d'una correspondència G de A a B al conjunt:
dom(G) = {x ∈ A: (x,y) ∈ G, per a algun y ∈ B}.
Es denomina codomini o recorregut de G al conjunt:
codom(G) = {y ∈ B: (x,y) ∈ G, per a algun x ∈ A}.
Es pot apreciar que: dom(G) ⊆ A i codom(G) ⊆ B.

## Imatge i antiimatge
Si a ∈ A, es denomina conjunt imatge de a per G al conjunt:
G(a) = {y ∈ B: (a,y) ∈ G}.
Si b ∈ B, es denomina conjunt antiimatge de b per G al conjunt:
G-1(b) = {x ∈ A: (x,b) ∈ G}.
D'aquesta forma, en l'exemple anterior:

dom(F) = {a, b}.

codom(F) = {1, 3}.

F(a) = {1, 3}.

F(b) = {3}.

F-1(1) = {a}.

F-1(3) = {a, b}.